# Temporada 2007-2008 del Nàstic
Dades de la Temporada 2007-2008 del Gimnàstic de Tarragona.

## Resultats i classificació
Al començament de la temporada, el Nàstic guanya la seva primera Copa Catalunya en derrotar el FC Barcelona per 2 a 1 en un partit jugat l'11 de setembre de 2007 al camp del Palamós. El Barça s'avançà mitjançant Víctor Vázquez però el Nàstic va remuntar el partit amb gols de Pinilla i Maldonado. Abans, en les semifinals, havien eliminat el RCD Espanyol a la tanda de penals després d'empatar a dos.
La temporada a la lliga començà amb un esperançador 2 a 0 contra l'Alabès, amb l'equip oferint un bon joc fidel a l'estil del nou entrenador Javi López. El bon inici però, donà continuïtat a una primera volta molt irregular, acabant l'any amb una derrota a casa contra el Càdiz, deixant l'equip a només tres punts del descens i amb crits d'una part de l'afició contra l'entrenador i el president. El dia 7 de gener Javi López fou destituït com a entrenador i substituït per César Ferrando. A més, es va fer un seguit fitxatges, alguns dels quals van donar molt bon resultat, com els de Diop, Moisés o Adrián. Tot i els canvis, i que en alguns partits la imatge de l'equip millorà, els resultats no acabaven d'arribar i l'equip arribà a estar en la posició 21ena a la jornada 34. A partir de llavors, s'aconseguiren bons resultats, com per exemple l'empat al camp de l'Sporting de Gijón o les victòries a casa del Màlaga i el Cádiz, més altres victòries a casa, certificaren la permanència quan encara quedaven dos partits pel final guanyant a casa al Granada 74. Amb l'últim partit, es retirà de la pràctica del futbol el capità Antoni Pinilla després de set temporades al club.

## Plantilla
Aquesta és la plantilla del Gimnàstic de Tarragona per a la temporada 2007-2008 a la Segona Divisió de la lliga espanyola de futbol.
| - 1 Rubén Pérez Chueca - 2 Alejandro Campano Hernando - 3 Carles Domingo Pladevall "Mingo" - 4 David García Haro - 5 Abel Buades Vendrell - 6 David Medina Díaz - 7 Òscar López Hernández - 8 Sébastien Chabaud (baixa al desembre) - 8 Adrián González Morales (alta al gener) - 9 Nicolás Ladislao Fedor Flores "Miku" - 10 Óscar Arpón Ochoa - 11 Francisco José Maldonado - 12 Alejandro Sánchez de la Calle "Calle" - 13 Roberto Jiménez Gago |  | - 14 David Sánchez Rodríguez - 15 Pedro Mairata Gual - 16 Moisés García León (alta al gener) - 17 Federico Bessone Luna "Fede" - 18 Gorka de Carlos García - 19 David Ángel Abraham - 20 Alejandro Castro Fernández "Jandro" - 21 Antoni Pinilla Miranda - 22 Antonio López Álvarez - 23 Daniel Tortolero Núñez - 24 Òscar Rubio Fauria - 25 Juan Miguel García Inglés "Juanmi" (retirat al gener) - 25 Mohammed Rabiu Alhassan (alta al gener) - 31 Papakouly Diop "Pape" (alta al gener) |

- Entrenador:  Javi López (destituït el 7 de gener de 2008)
- Entrenador:  César Ferrando Jiménez (a partir del 8 de gener de 2008)
- Segon entrenador:  Quique Latasa (a partir del 8 de gener de 2008)
- Preparador físic:  Xavier Bartolo (abans segon entrenador)
- Director esportiu:  Ricardo Resta
- Secretari tècnic: Alfons Muñoz

### Fitxatges
Els fitxatges d'aquesta temporada han estat:
- Abraham de l'Independiente
- Abel Buades del Cadis CF
- Antonio López del CE Castelló
- David Sánchez de l'Albacete Balompié
- Gorka de Carlos del Lorca
- Jandro de l'Deportivo Alavés
- Juanmi del Reial Múrcia
- Medina del Ràcing Club de Ferrol (estava cedit)
- Òscar Rubio del Lleida
- Óscar Arpón del Salamanca
- Dani Tortolero del Salamanca
- Roberto de l'Atlètic de Madrid
- Maldonado del Betis
- Miku del València CF (jugava cedit al Salamanca)
- Mairata de la U.D. Almería
- Calle de l'Albacete Balompié

Al mes de gener es fitxen aquests jugadors:
- Adrián González Morales
- Moisés García León
- Mohammed Rabiu Alhassan
- Papakouly Diop (amb fitxa de la Pobla de Mafument, filial del Nàstic)

### Baixes
Les baixes han estat:
- Bizarri al Catania
- César Navas retorna al Màlaga CF
- David Cuéllar a l'Athletic Club de Bilbao
- Álvaro Iglesias al Poli Ejido
- Ismael Irurzun al Poli Ejido
- Juan al Poli Ejido
- Llera a l'Hèrcules
- Makukula retorna al Sevilla
- Merino a Las Palmas
- Portillo a l'Osasuna
- Rubén Castro torna al Deportivo de La Coruña
- Manel Ruz al Granada 74
- Tobias Grahn, cedit a l'Hertha de Berlín
- Gilberto Ribeiro Gonçalves a l'Internacional Porto Alegre

Baixes durant la temporada:
- Sébastien Chabaud
- Juanmi, anuncia la seva retirada del futbol el dia 24 de gener de 2008 per motius personals després d'haver jugat només tres partits.[1]